# هنری ویلکاکس
هنری ویلکاکس (انگلیسی: Henry Willcox؛ ۳۰ آوریل ۱۸۸۹ – ۱۵ اوت ۱۹۶۸) فرد نظامی اهل بریتانیا بود. وی همچنین برندهٔ جوایزی همچون صلیب نظامی شده‌است.